# ورنر نیلسن
ورنر نیلسن (انگلیسی: Werner Nilsen; ۴ فوریهٔ ۱۹۰۴ – ۱۰ مهٔ ۱۹۹۲) بازیکن فوتبال نروژی‌تبار اهل ایالات متحده آمریکا بود.
وی همچنین در تیم ملی فوتبال ایالات متحده آمریکا بازی کرده‌است.